# Třebíz
Třebíz är en ort i Tjeckien.   Den ligger i regionen Mellersta Böhmen, i den centrala delen av landet, 40 km nordväst om huvudstaden Prag. Třebíz ligger 309 meter över havet och antalet invånare är 177.
Terrängen runt Třebíz är huvudsakligen platt, men åt sydväst är den kuperad. Runt Třebíz är det tätbefolkat, med 343 invånare per kvadratkilometer. Närmaste större samhälle är Kladno, 15,7 km sydost om Třebíz. Trakten runt Třebíz består till största delen av jordbruksmark.